# Одвојени столови
Одвојени столови (енгл. Separate Tables) је амерички филм из 1958. године, који је режирао Делберт Ман. Главне улоге играју: Дебора Кер, Рита Хејворт, Дејвид Нивен, Венди Хилер и Берт Ланкастер.

## Улоге
- Дебора Кер ... Сибил Рајлтон-Бел
- Рита Хејворт ... Ен Шанкланд
- Дејвид Нивен ... мајор Ангус Полок
- Венди Хилер ... Пат Купер
- Берт Ланкастер ... Џон Малком
- Гледис Купер ... госпођа Рајлтон-Бел

## Награде
- Оскар за најбољег глумца (Дејвид Нивен)
- Оскар за најбољу споредну глумицу (Венди Хилер)
- Награда удружења њујоршких филмских критичара за најбољег глумца (Дејвид Нивен)